# Насильственное крещение евреев
Идеологическим основанием насильственного крещения, или принудительного обращения в христианство стало учение христианской церкви, которое со времени апостола Павла рассматривает христианство в качестве истинного Израиля (Verus Israel; см. Рим. 9, 10), позднее развитое христианскими богословами в концепцию, что каждому христианину вменяется в обязанность обращать иноверцев в христианскую веру.
В христианстве присутствует идея, что участь евреев, которые отвергли мессианскую роль Иисуса и его учение, лишились своей земли и подвергаются притеснениям, должна служить христианам в качестве примера проявления Божьего гнева на ослушников. Этот взгляд выражен в толковании Августином Блаженным отрывка из книги Псалмов: «Не убивай их [иудеев согласно христианскому толкованию], а то забудет народ мой [христиане согласно христианскому толкованию], силою Своею заставь их скитаться и низринь их…» (Пс. 59:12). Евреи могут избежать этого наказания, но единственный способ сделать это — принять христианство, поэтому приобщение еврее к церкви, даже насильно, нередко рассматривается как проявление предписанной Иисусом любви к врагу.
Для христианства сходство его с иудаизмом служило в качестве доказательства воплощения в христианской религии всего истинного в Ветхом Завете, тогда как сами иудеи, с христианской точки зрения, сохранили лишь «пустую скорлупу», выродившуюся и испорченную форму ранее истинной религии. Попытки насильственного крещения евреев не были редкими, однако ранние отцы церкви и средневековая церковь не поощряли подлинную миссионерскую деятельность среди евреев. Миссионерское богословие исходит из предпосылки, что Евангелие («благую весть») необходимо проповедовать тем, кто эту весть не знает. Евреи, однако, с точки зрения христианства, принадлежат к другой категории. Они первыми получили Божественной обетование и «благую весть», но отвергли их, поэтому продолжают жить лишь как живое свидетельство упрямства, ослепления и Божьего гнева. В то же время христиане принуждали евреев принимать участие в религиозных диспутах и выслушивать миссионерские проповеди, что среди прочего способствовало враждебности между этими двумя группами. В преследовании евреев, антиеврейской проповеди и попытках обращения евреев в христианство активно участвовали католические монашеские ордена, — францисканцы, доминиканцы и иезуиты.

## Ранний период
Насильственное обращение евреев в христианство первоначально проводилось в основном монахами. Активное и целеустремленное насильственное крещение евреев начинается вскоре после Первого Никейского собора (325), который фактически объявил христианство господствующей религией Римской империи. Первым исторически зафиксированным случаем насильственного крещения стало событие 418 года на острове Менорка, где возглавляемая с местным епископом толпа под угрозой потребовала от евреев принять христианство. 540 евреев были насильно обращены, но многие другие предпочли смерть.

## Западное христианство

### Средние века
Принято считать, что в раннем Средневековье евреи жили в относительной безопасности, однако в реальности это был период, когда евреев уже начинали изгонять и принуждать к принятию христианства. Принятие католицизма вестготами и усиление антиеврейских настроений на территории Византийской империи стали причиной новых актов насильственного крещения евреев в VI—VII веках.
Остатки римского права, обеспечивавшие евреям некоторую защиту, после обращения вестготского королевского дома в католицизм в 589 году были отменены. В 654 году была принята «Вестготская правда» — новый кодекс, в которой все нормы в отношении евреев отличались крайней нетерпимостью. Евреев неоднократно изгоняли из страны и предпринимали акции насильственного крещения. В частности, в 613 году король Сисебут приказал крестить всех евреев и этот приказ настойчиво претворялся в жизнь. Шестой Толедский собор в 638 году постановил, что лишь католики могут жить в Испании, а король Эгика в 694 году после Семнадцатого Толедского собора оставшихся евреев обратил в рабов.
Во Франции начиная с эпохи Меровингов с конца V века было принято несколько эдиктов с целью принудительного крещения, но по вопросу их практического применения в источниках есть разногласия. Во второй половине VI века преследование евреев властями и действия погромщиков привели к массовому насильственному крещению некоторых еврейских общин Франкском королевстве (Изес, Клермон, Арль и Марсель). Против таких мер выступил папа Григорий I в посланиях епископам Арля и Марселя (591) и Палермо (598; текст начинался словами Sicut Judeis, которые впоследствии открывали буллы пап римских в защиту евреев). Со ссылкой на Евангелие Григорий I, объявил, что переходить в христианство нужно только добровольно и единственное дозволенное средство воздействия на евреев это проповедь. В то же время он признавал, что насильственное крещение действительно. Формально папы римские позднее придерживались принципиальной позиции Григория I, но одновременно следовали догме, согласно которой от таинства крещения, даже навязанного силой, нет возврата. Почти всегда и всюду церковь принимала суровые меры, чтобы удержать в христианской религии обращённых насильно.
Новая волна насильственного крещения стала следствием эдикта императора Ираклия (614), запрещавшего в Византии исповедание иудаизма. Следуя его призыву подобные эдикты были изданы королём франков Дагоберта I на территории Галлии (626), лангобардским правителем Перктаритом (661), ещё ранее вестготскими властителя Пиренейского полуострова, где систематические преследования привели к тому, что большая часть еврейского населения формально приняла христианство, но втайне соблюдали предписания иудейской религии до завоевания страны арабами (711), а после чего вернулись к открытому соблюдению.
Особым объектом насильственного крещения стали еврейские дети, которых часто отнимали у родителей, чтобы через проповеди «убедить» их перейти в христианство. Согласно постановлению Семнадцатого Толедского собора (694) в вестготской Испании власти систематически отбирали еврейских детей у их родителей и передавали их на воспитание церкви. В 820 году архиепископ Лионский Агобард, который проводил активную кампанию крещения евреев, собрал оставленных в данный момент без надзора еврейских детей и окрестил всех, кто по его мнению, склонялся к новой вере. В 1246 году папа Иннокентий IV выносит категорический запрет насильственного крещения еврейских детей. Кроме того, он разрешил вернуться к иудаизму детям, которых отняли у родителей и насильно крестили. Вердикт пришлось повторить примерно в 1419 году папе Мартину V, который обусловил крещение еврейских детей до 12 лет согласием родителей, и в 1668 году великому герцогу Тосканы. Фома Аквинский, опираясь на церковные традиции и естественное право, в данном случае, естественное право родителей на их детей, выказывал возражения против изъятия еврейских детей у родителей с целью насильственного крещения, несмотря на то, что другие авторитеты церковного права отставали эту практику. На Мальорке в XIV веке принято было на три дня изолировать изъявивших желание креститься евреев, видимо, с целью избежать необдуманных решений, особенно среди подростков, которые желали досадить родителям; затем такие евреи должны были подтвердить намерение в присутствии представителей иудейской общины и христианского духовенства.
Ещё при подготовке к Первому крестовому походу (1096) крестоносцы объявили массовое крещение евреев одной из основных целей религиозного движения. В ходе первых трёх крестовых походов насильственному крещению подверглись многие евреи из общин во Франции, Лотарингии, прирейнских и баварских городах Германии и Чехии. То же сделали со многими евреями Франции во время так называемых походов пастухов (1251 и 1320); большинство евреев предпочло принять мученическую смерть.
В Германии император Генрих IV, вопреки сопротивлению антипапы Климента III, издал особый указ, разрешивший обращённым евреям возращение в иудаизм (1097). Так же сделали власти Чехии. Папа Каликст II в булле (1120), опиравшийся на постановления Григория I, строго воспретил насильственное крещение. На протяжении XII—XV веков булла неоднократно повторялась и дополнялась разными папами, включая и тех, кто относился к евреям враждебно, однако не оказала заметного влияния на активных крестителей. Существенная часть духовенства и простонародье продолжали считать, что насильственное крещение евреев есть богоугодное дело.
В целом отношение церкви к насильственному крещению чаще находилось в зависимости от её практических интересов, нежели от официальной теологической доктрины. Церковь активно противостояла насильственному крещению в период крестовых походов XII века, но с XIII века в самом христианстве усиливаются ереси, что обостряет нетерпимость церковных властей ко всем нехристианам. Евреев южной Франции подвергались насильному крещению во время [[Альбигойские войны|Альбигойских войн (1209—1229). В 1236 году крестоносцы разгромили еврейские общины Анжу, Пуату и других француских областей. Части евреев удалось спаслась, фиктивно приняв крещение, но большинство предпочло мученическую смерть или самоубийство. Эти события привели к вмешательству папы Григория IX, который в своём послании к епископам Франции напомнает, что уничтожение евреев не является целью церкви.
Несмотря на то, что церковь официально отвергала насильственное крещение евреев, она искала «законные» пути обратить их. С основанием Доминиканского монашеского ордена в 1216 году евреи обязывались слушать проповеди о принятии христианства, к чему их принуждали угрозами и указами королевских властей, издававшиеся в разных странах в разные годы: Арагон — 1263, Франция — 1269, Англия — 1279, Сицилия — 1428, в Рим — 1577, папские владения — 1584, в Австрия — 1630; отменено в Италии только в 1846 году. Эти «обязательные проповеди» нередко проводилась христианскими простолюдинами, которые угрожая смертью, заставляли евреев слушать миссионеров, а затем немедленно креститься. Весомую роль в таких проповедях играли выкресты из евреев в качестве знатоков иудаизма. Мотивируемая доминиканцами толпа фактически принудила короля Карла II Анжуйского провести массовое насильное обращение евреев Неаполитанского королевства (1288—1290). Король Англии Эдуард I, экономическими мерами разорил еврейскую общину своей страны, но предоставил евреям «спасение» от голодной смерти в лондонском Доме обращённых, основанном в 1232 году.
В Труа 13 виднейших членов местной еврейской общины, которых приговорили к сожжению заживо по обвинению в ритуальном убийстве (март 1288), отказались перейти в христианство и погибли на костре. Насилия доминиканцев в ходе проведения «обязательных проповедей» заставили папу Мартина V в 1422 году запретить им вести миссионерскую деятельность, однако Базельский собор (1431—1449), обвинивший евреев в поддержке гуситов, снова призвал к усилению миссионерской работы среди них, что вело к учащению случаев насильственного крещения.
С целью доказать евреям превосходство христианства над их религией, чтобы обратить их в христианскую веру проводили устные теологические споры между церковными представителями и учёными иудеями, практика чего получила широкое распространение в XIII веке. Инициаторами этих диспутов становились церковные власти или выкресты-евреи, реже верховная гражданская власть. Споры сопровождал торжественный церемониал; часто в них участвовали церковные сановники и члены королевской семьи. В ходе Барселонского диспута 1263 года король Арагона Хайме I произнёс речь в местной синагоге. Духовенство и выкресты были заранее уверены в благоприятном для них исходе этих диспутов и не сомневались, что побеждённая еврейская сторона добровольно отступится от иудаизма.
Во время крестовых походов и походов пастухов, а также в периоды социальных народных выступлений (восстание армледеров во Франконии и Эльзасе — 1336—1339, бунт против королевских налогов в Париже — 1382, голодный бунт в Провансе — 1484) и волнений во время «чёрной смерти» в Швейцарии и Германии (1348—1350), только приняв крещение, евреи могли спастись от смерти. Так, в Базеле погромщики убили около 600 евреев и насильно крестили 140 выживших в бойне еврейских детей (1349). Многих евреев Австрии насильно крестили погромщики-католики, которые мстили евреям за свои поражения в войнах с гусятами (1420—1430-е годы). В истории Польши была предпринята только одна попытка массового насильственного крещения евреев под угрозой изгнания из страны — при короле Людовике I Анжуйском, 1370—1382, которая провалилась из-за твёрдой решимости евреев покинуть эти земли, что грозило тяжелыми последствиями для экономики.
Около 70 тысяч евреев вынуждены были креститься во время массовых погромов 1391 года и религиозных гонениях в 1412—1415 годах в Испании. Попытки препятствовать крещению, в том числе детей и молодежи, карали смертной казнью, как и переход в ислам. Не принявшие крещения евреи в 1492 году были изгнаны из Испании, а также из её европейских и заморских владений этого государства. В 1497 году обманным путём — под предлогом организованной эвакуации — была крещена подавляющая часть евреев Португалии, в том числе бежавших в неё из Испании в 1492 году.

### Новое время
Во времена Ренессанса главным методом христианского миссионерства становится интенсивная пропаганда, которая проводилась в основном посредством домов для обращённых. В этой деятельности трудно разделить насилие и убеждение. Значительную роль в миссионерстве католической церкви играли иезуиты, которые могли терроризировать еврейские общины. Помощь им оказывали многие ушедшие из иудаизма учёные или потомки выдающихся учёных евреев. Так, в Италии XVI века два внука Э. Левиты, которые крестились и стали монахами-доминиканцами, активно участвовали в распространении клеветы на учение Талмуда, а один из них стал официальным церковным цензором печатных изданий иудейских книг.
В народной среде распространилось поверье, что любой христианин, который добился крещения иноверца, после смерти попадает в рай, что привело к новой волне насильственных крещений, объектами которых стали прежде всего дети. Масштабы похищения детей у родителей-евреев с целью насильно окрестить приобрели такие большие масштабы, что папа Бенедикт XIV в булле 1747 года запрещает крещение еврейских детей до семи лет без согласия их родителей. Однако сами церковные власти в папских владениях в Италии (Рим, Анкона, Феррара) и на юге Франции (в районе Авиньона) в официальном порядке отнимали еврейских детей у их родителей для обращения в христианство, что продолжалось вплоть до установления на этих землях власти революционной Франции.
В 1782 году император Иосиф II запретил насильно крестить еврейских детей в Австрии, однако городские власти Вены до конца XIX века принудительном обращали внебрачных еврейских детей. Отдельные случаи насильственного обращения в христианство, происходившие в католической Западной Европе в XIX веке, вызывали резкое осуждение либеральных кругов и вели к падению престижа церкви.

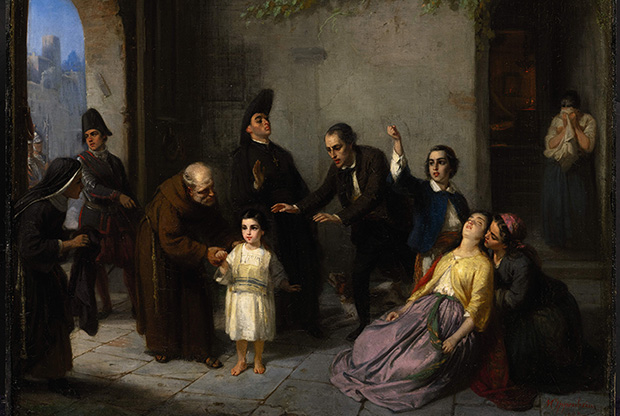
«Похищение Эдгардо Мортары», картина Морица Даниэля Оппенгейма, 1862. События на картине существенно отличаются от реальных исторических событий — например, при дело Мортары не присутствовало ни одного священнослужителя

Римская курия стремилась отсочть свои прерогативы и в 1857 году постановила, что еврейские дети, которых насильно крестили, должны оставаться христианами даже вопреки воле своих родителей, тогда как христиан, повинные в принудительном крещении, наказывались лишь денежным штрафом. Хотя по всему миру стало известно дело Мортары (1858), в Австро-Венгрии вплоть до начала XX века некоторые католики-поляки Галиции похищали еврейских девушек, чтобы насильно крестить их и постричь в монахини.
Решительно осуждала насильственное крещение протестантская церковная организация. Его случаи известны только в Пруссии, где до 1871 года внебрачные дети еврейских матерей изымались на воспитание в церковные приюты. В во время Холокоста многие еврейские дети были крещены христианами, чтобы спасти их от убийства нацистами.

## Восточное христианство
Властители Аксумского царства в северной Эфиопии, которое приняло христианство в IV веке, пытались массово насильно крестить фалаша, что вызвало восстание последних, способствовавшее постепенному распаду царства (VII век). В XIV—XVIII веках эфиопские правители продолжали «священные войны» против фалаша, стремясь принудить их обратиться в христианство. Массовое насильственное крещение фалаша в 1850-80-х гг. проводилось властями с помощью войска.
В православных странах попытки массово насильствено крестить евреев в духе эдикта Ираклия предпринимали в Византии (723, 874, 943 годы) и Никейской империи (в середине XIII века). По мнению некоторых исследователей, насильственному крещению подвергались евреи, жившие на территории Киевской Руси во времена принятия этим государством христианства (988—989).
Уничтожением и крещением евреев занимались русские войска на занятых ими в результате войн с Речью Посполитой (XVI—XVII века) землях Беларуси и Украины. Так, в занятом русскими Полоцке (1563) по приказу царя Ивана Грозного в Двине утопили около 300 евреев, которые отказались принять крещение. В период восстания Богдана Хмельницкого украинские казаки массово уничтожали евреев, оставляя в живых лишь тех из них, кто согласился креститься. По условиям Белоцерковского мира (1651) польскому правительству удалось добиться для насильственно окрещённых евреев права вернуться к иудейской вере. Однако российские власти вывезли в Россию значительное число евреев Беларуси и Смоленщины, которые были насильственно крещены в годы Русско-польской войны 1654—1667 годов, рассчитывая, что они способствуют развитию экономики страны. При заключении Андрусовского перемирия (1667) польские дипломаты пытались добиться освобождения этих евреев из-под российской власти и предоставления им возможности возврата в иудаизм, но российское правительство эти предложения категорически отвергло.
При российском императоре Николае I тысячи еврейских мальчиков, которых воспитывали с 12-летнего, а иногда и с 8-летнего возраста в кантонистских школах (см. Кантонисты), были подвергнуты насильственному крещению (1827—1856). Возвращаться в иудаизм даже насильственно крещёным по российскому законодательству было запрещено.

## Последствия
Еврейские общины порывали связи только с добровольно крестившимися, тогда как к насильственно крещённым относились как к несчастным братьям. Авторитеты Галахи рассматривали их и их потомков, которые по мере возможности соблюдали заветы иудаизма, в качестве евреев. Следуя постановлению Гершома бен Иехуды Меор ха-Гола, которое запрещало укорять в отступничестве лиц, изменивших иудаизму по принуждению, а затем вернувшихся к своей вере, они считали грешником лишь тех, кто имел возможность вернуться к вере отцов, но не сделал этого. Однако вместе с тем, согласно приведённому в Талмуде мнению (Санх. 44а), отступивший от иудаизма — грешник, хотя продолжает считаться евреем.
Некоторые насильственно крещённые стали активными гонителями евреев и смогли сделать блестящую церковную карьеру. Многим из них удалось занять высокие государственные посты и получить дворянские титулы. Но в большинстве случаев христианские церковь и общество в целом относились к ним с недоверием, а нередко и с презрением. В Испании и Португалии действовали расистские законы об «исконных христианах», по которым обращённые в христианство были поражены в правах.